# Schimmel (paard)

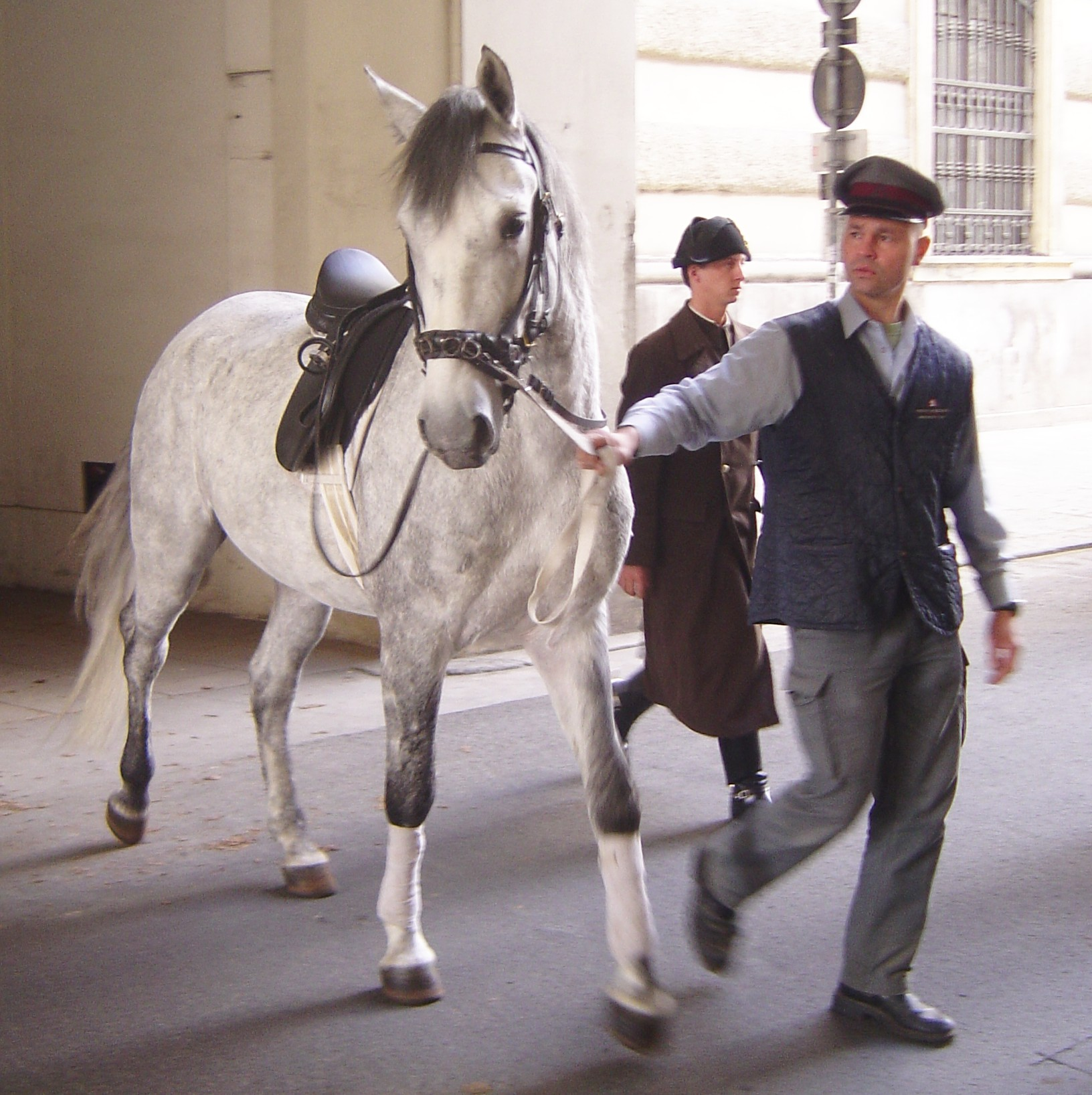
Bijna alle lipizzaners zijn schimmels.

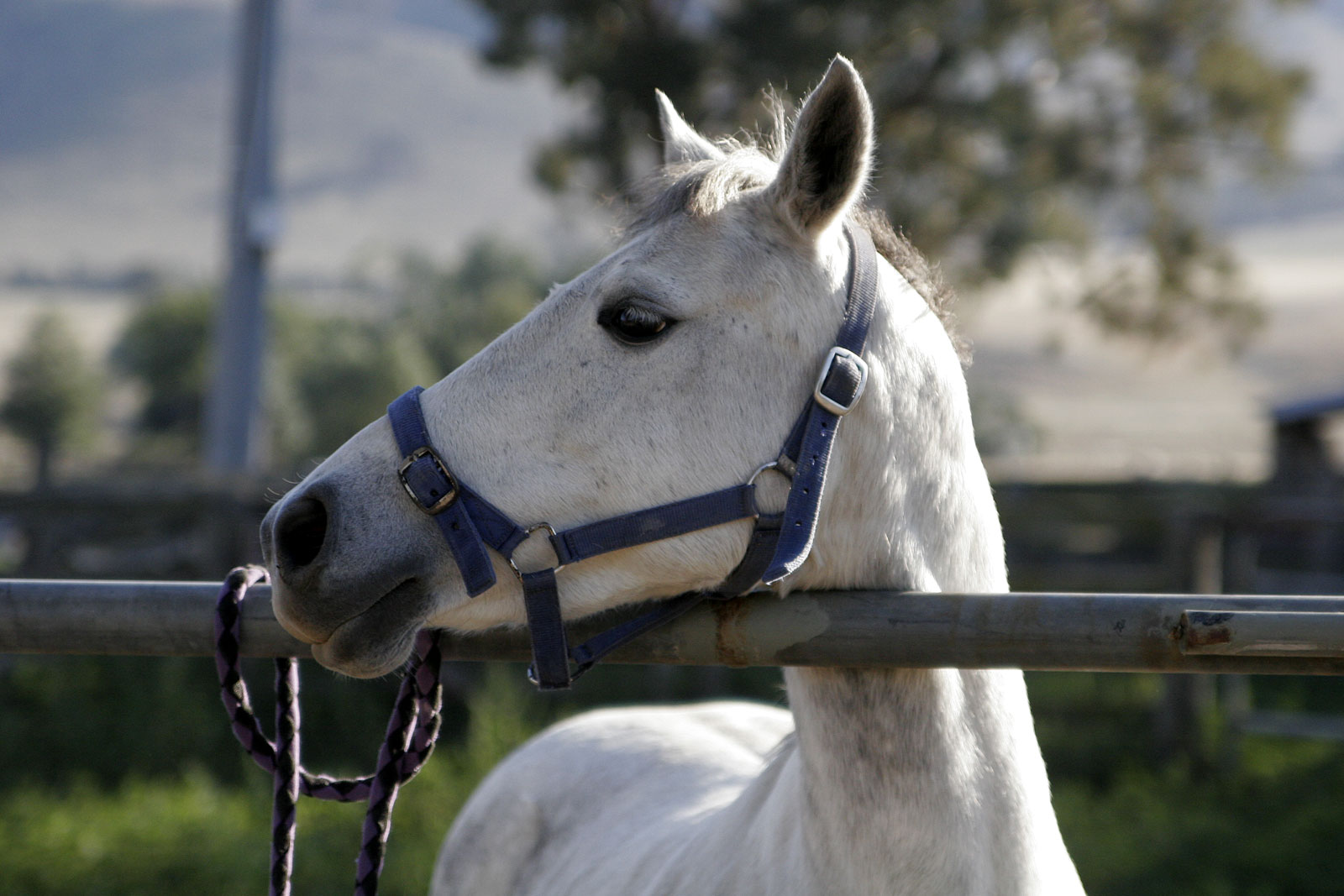
Hoofd van een schimmel.

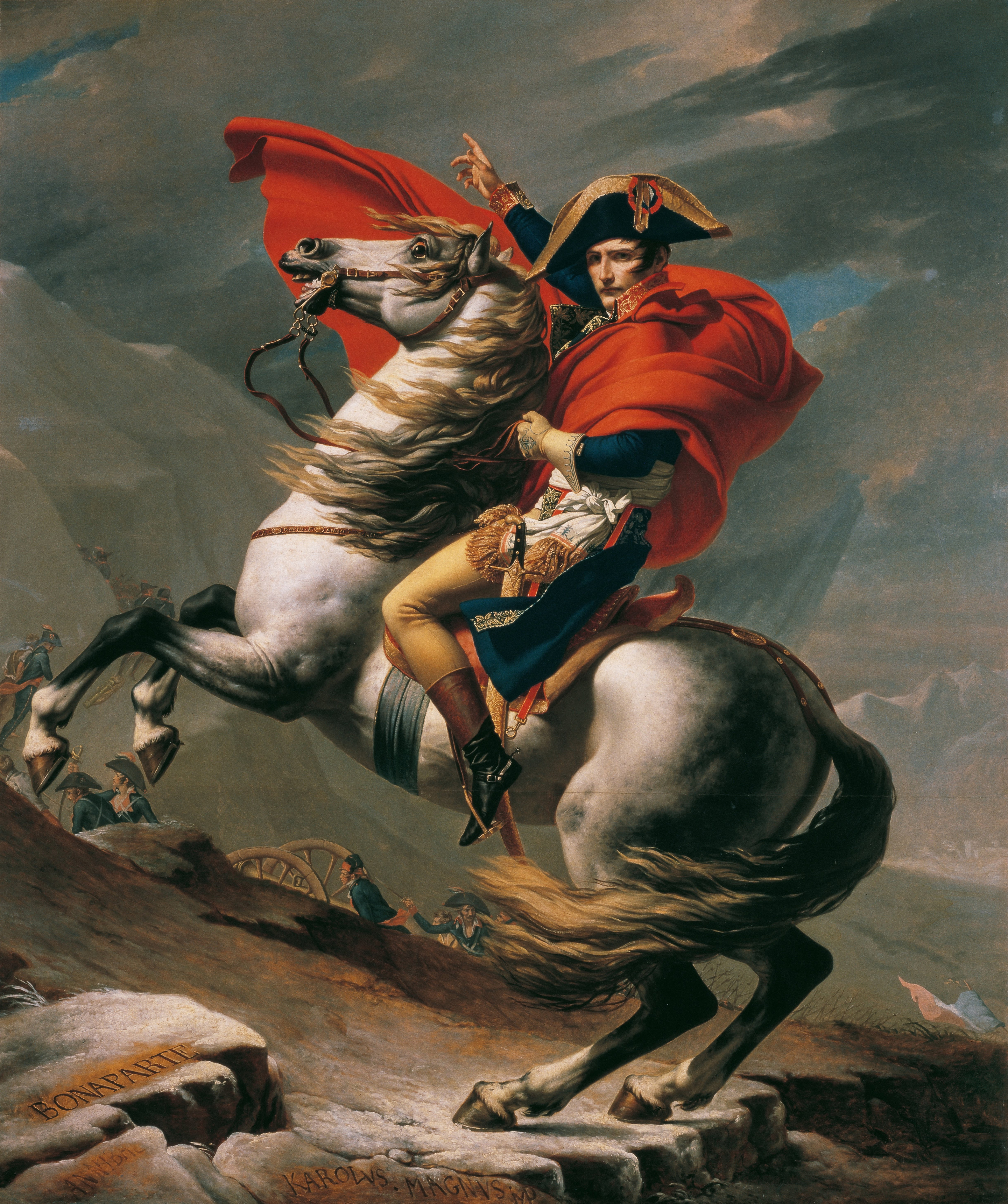
Napoleon op zijn schimmel, door Jacques-Louis David.

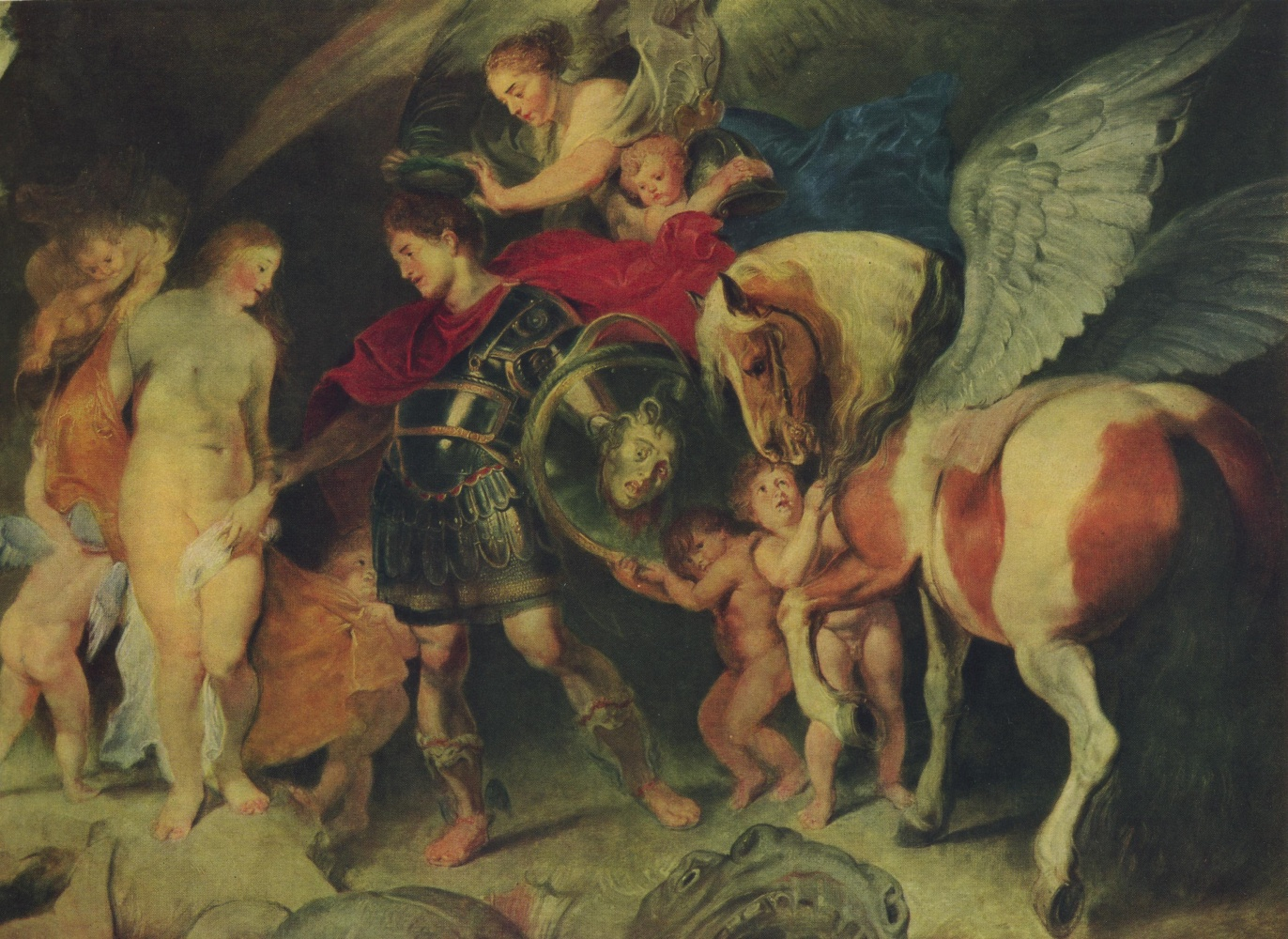
Rubens: Perseus en Andromeda met het gevleugelde paard Pegasus.

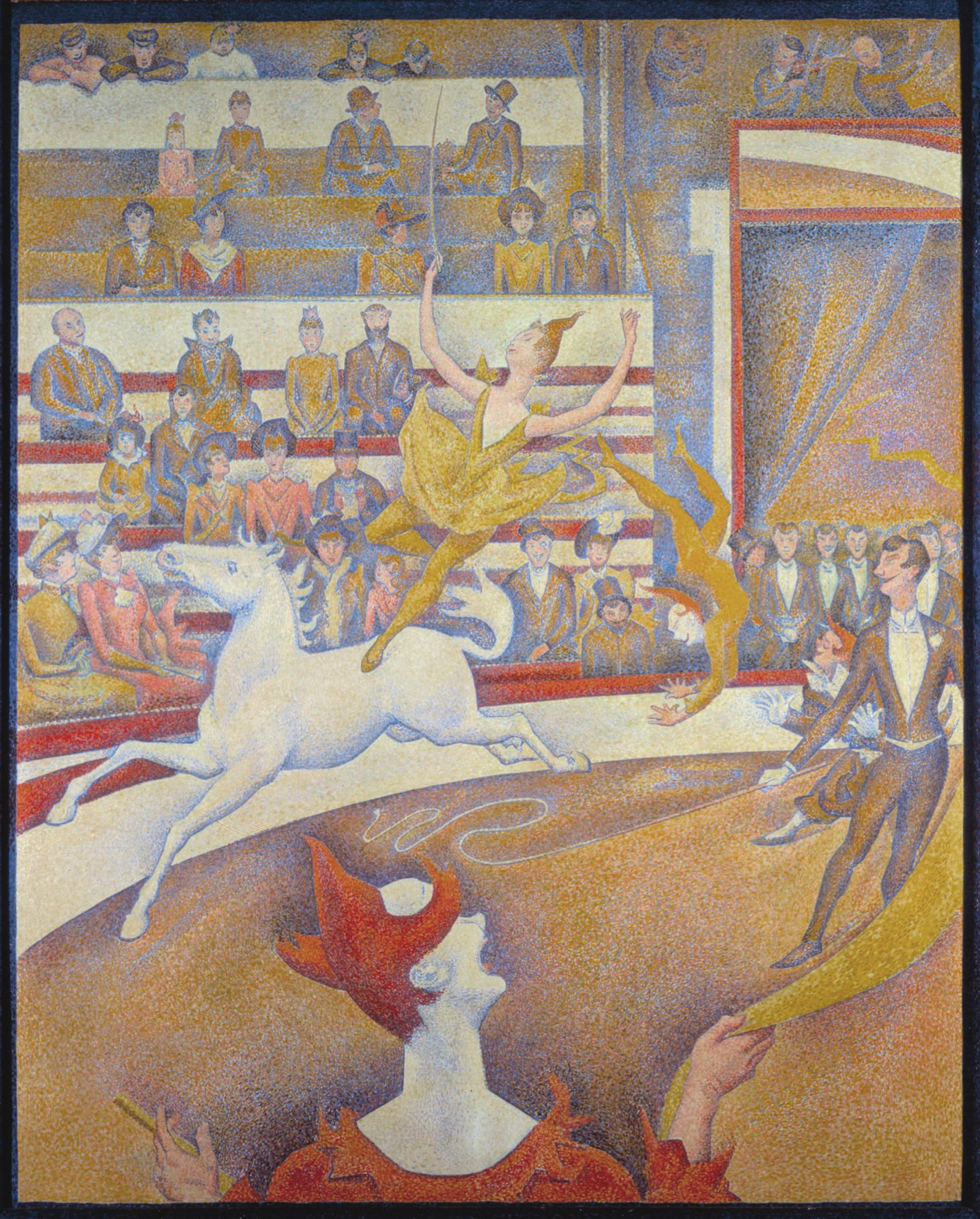
Het circus, Georges Seurat, een acrobate op een schimmel in het circus.

Een schimmel is een grijs paard dat geboren wordt met een donkere vachtkleur, maar dat met het ouder worden een steeds wittere vacht verkrijgt. De huid van deze paarden is zwart en ook de ogen zijn donker.
De manen hebben dezelfde kleur of zijn donkerder dan de vacht. Schimmels zijn als veulen bruin, vos of zwart, in elk geval nooit wit. Het verbleken van de vacht kan heel snel gebeuren bij het ene paard, en zeer langzaam bij het andere. De zwarte huid van de schimmels maakt dat ze niet overgevoelig zijn voor de zon, zoals wel het geval is bij een paard met dominant witgen.
Naast de echte schimmel (grijs) bestaat de vachtkleur 'roan', waarbij witte haren verspreid tussen de verder gekleurde vacht zitten. Deze kleur is onveranderlijk en geldt niet als een schimmelvariant.

## Genetica
Het gen dat de witte kleur veroorzaakt is dominant en wordt G genoemd (van het Engelse Gray). Genen komen dubbel voor. De dominantie betekent dat ook een paard dat slechts één exemplaar van dit gen bezit altijd een schimmel zal zijn. Het nageslacht van een schimmel met slechts één gen voor een schimmel, kan het andere, recessieve, gen erven en hoeft daarom niet ook een schimmel te zijn. Twee paarden die geen schimmel zijn, kunnen nooit een schimmel als nakomeling hebben.
Het tempo waarmee een schimmel wit wordt, lijkt ook genetisch bepaald te zijn, maar via andere genen.
Schimmels kunnen in veel paardenrassen voorkomen. Door erfelijkheidsfactoren komt deze kleur bij sommige rassen, zoals de andalusiër, de connemara, de gelderlander en de lipizzaner, vaker voor dan bij andere.

## Het schimmelen
Het wit worden (ook wel schimmelen genoemd) van een jong paard gaat als volgt: De vacht van een donker veulen verandert langzaam in een gevlekte vacht en wordt vervolgens helemaal wit, of wit met kleine zwarte of bruine plukjes haar daartussen. Dit begint meestal aan het hoofd, rondom de ogen, en aan de flanken. Het proces kan zich snel of langzaam voltrekken. De tussenvormen, die vaak een eigen naam hebben, zijn dus altijd tijdelijk.
Namen voor de tussenvormen zijn:
- appelschimmel (sterk zwart wit gevlekt)
- blauwschimmel
- roodschimmel
- bruinschimmel (met oorspronkelijk bruine vacht die nog doorschemert)
- muskaatschimmel
- moorkop (met een zwart hoofd)

De volgroeide schimmel kan echter nog wel enige haren van een andere kleur in zijn vacht bezitten. De vliegenschimmel heeft bijvoorbeeld heel kleine donkere vlekjes.

## Witte paarden
Werkelijk witte paarden zijn zeer zeldzaam. Ze hebben een speciaal gen dat voor deze witheid codeert. Het verschil tussen een schimmel en een paard met dominant witgen is de kleur van de huid. Schimmels hebben een zwarte huid, paarden met dominant witgen hebben een roze huid. Witte paarden worden ook wit geboren. Witte paarden zijn heterozygoot met hun witte gen. Als een paardenfoetus twee witte genen heeft, is het niet levensvatbaar. Het zal al sterven in de baarmoeder.
In Amerika kunnen paarden met dominant witgen ingeschreven worden in het American White & American Creme Horse Registry. Er bestaan voor zover bekend geen gevallen van echte albino paarden.

## Symboliek
- Traditioneel rijdt Sinterklaas op een schimmel: het Paard van Sinterklaas.
- De Noordse god Odin reed eveneens op een wit paard met acht benen, Sleipnir.
- De eenhoorn is ook een wit paard.
- In Engeland is er het prehistorische Witte paard van Uffington.
- De Romeinse schrijver Tacitus schreef dat de Germanen witte paarden als heilig zagen.
- Ook prinses Beatrix heeft een schimmel, die Benito heet.
- Napoleon had een Arabische schimmel.
- In de apocalyps is de kleur van een paard bepalend voor de symboliek. Er zijn vier ruiters in de Apocalyps. Het witte paard is het rijdier van de overwinnaar.
- Peter Paul Rubens beeldde Pegasus als wit paard uit.
- Georges Seurat schilderde een circusact met een schimmel, Het circus.
- De Schimmelrijder is een mythisch wezen.

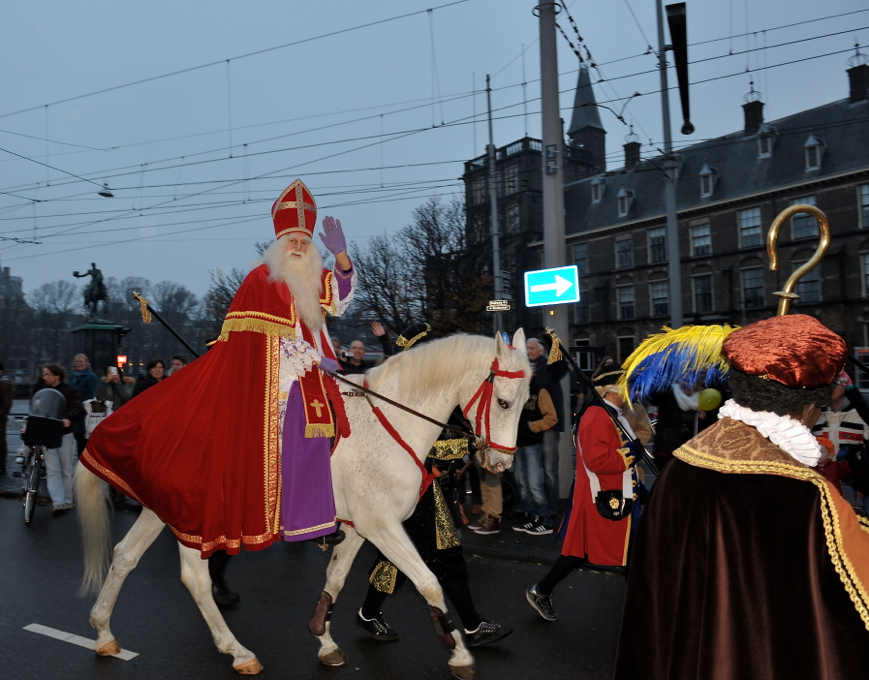
Het Paard van Sinterklaas
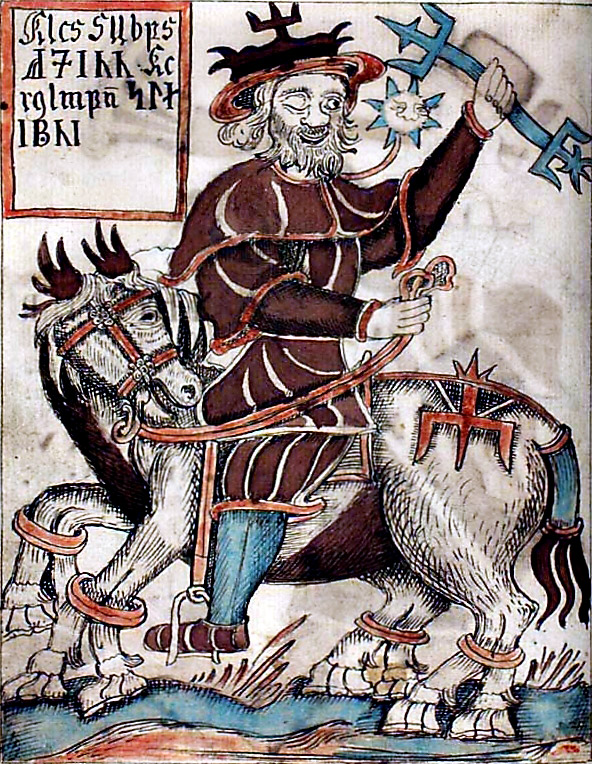
Odin rijdt op Sleipnir
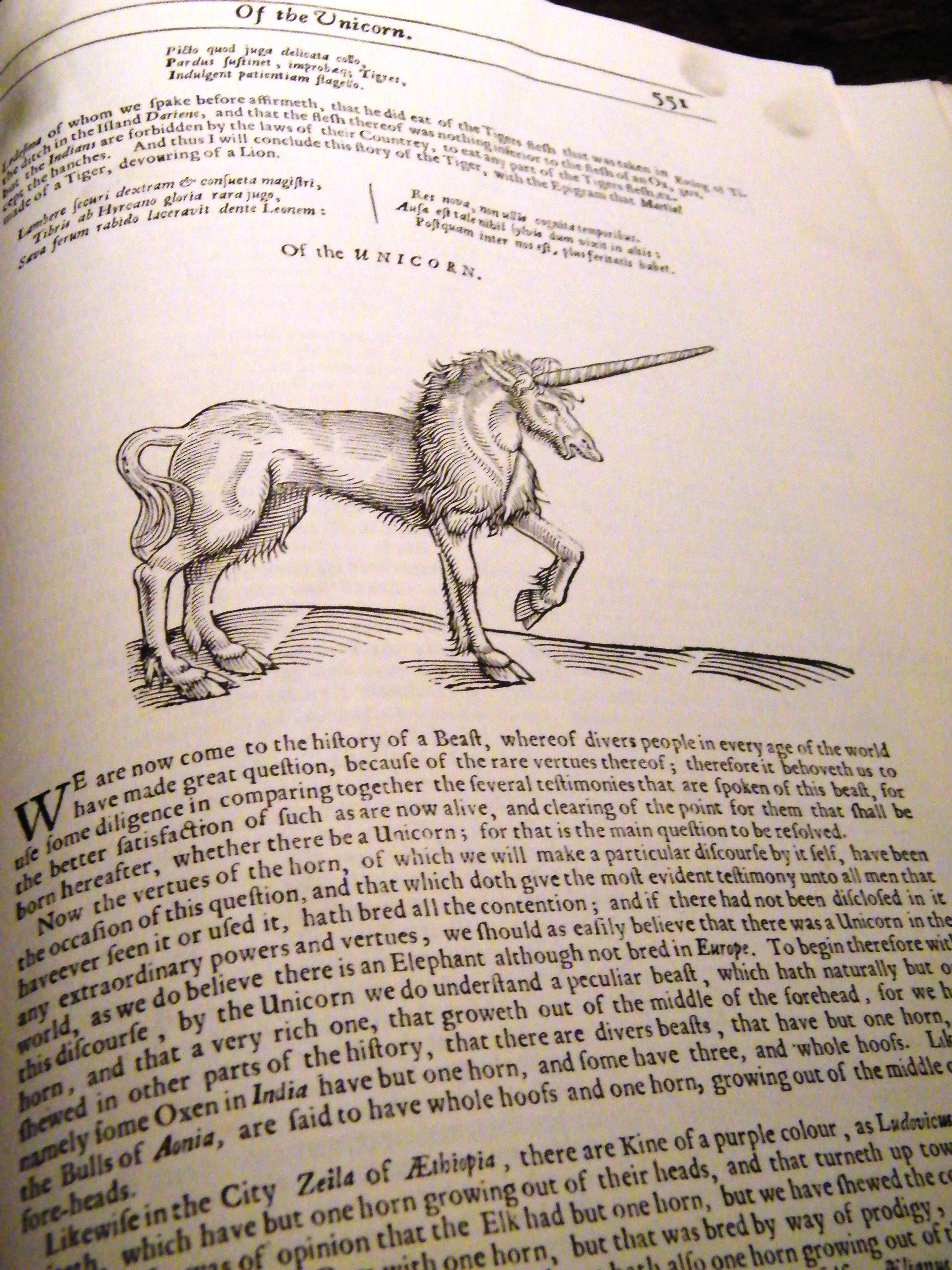
Een eenhoorn in een boek uit de 18e eeuw
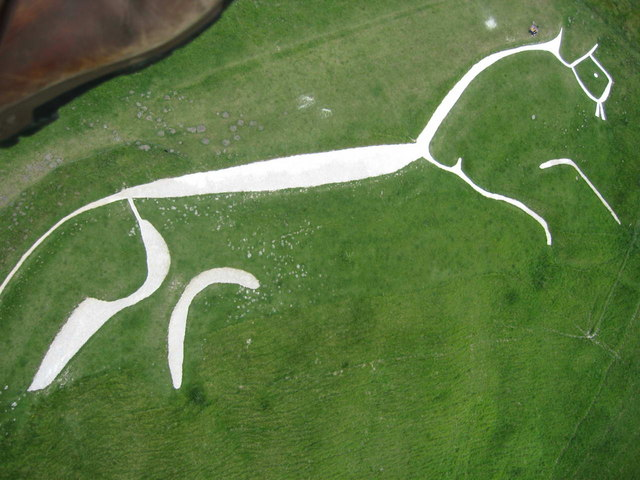
Het Witte paard van Uffington
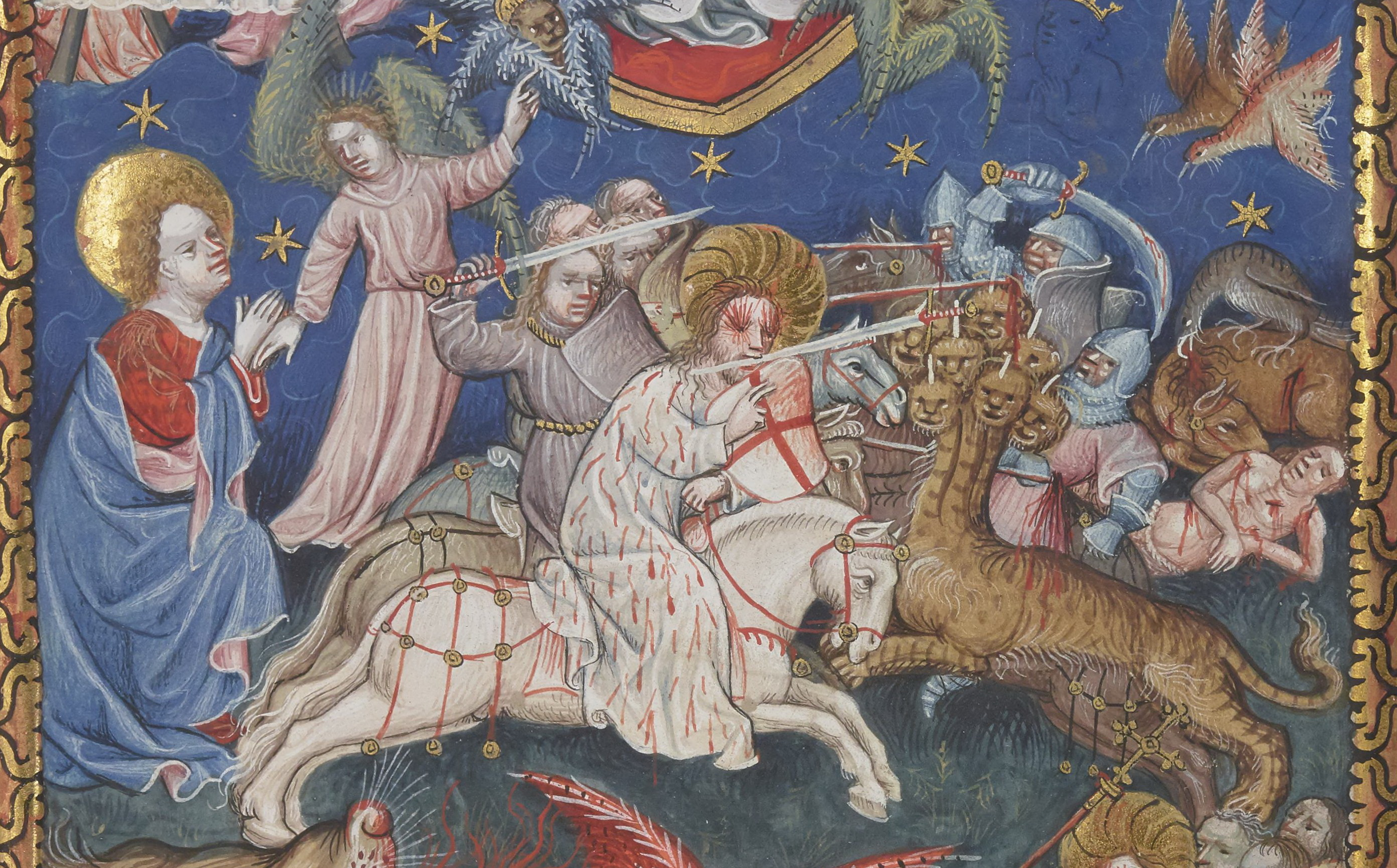
Het witte paard tijdens de apocalyps, ca. 1400
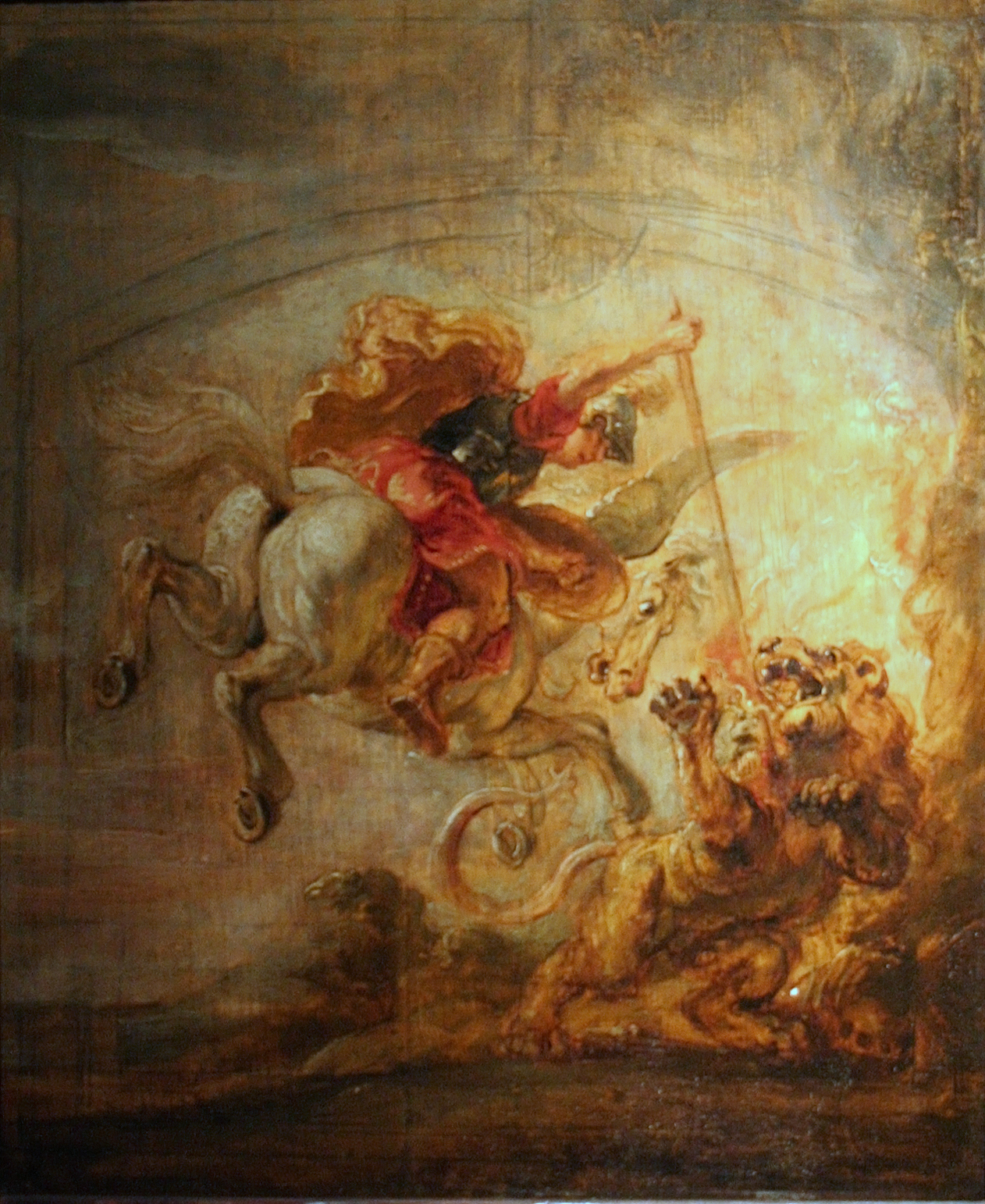
Bellerophon, doorboort de Chimera terwijl hij op Pegasus rijdt, Peter Paul Rubens, 1635